# France aux Jeux olympiques d'hiver de 1998
Cet article contient des informations sur la participation et les résultats de la France aux Jeux olympiques d'hiver de 1998 à Nagano au Japon.
L'équipe de France olympique a remporté 8 médailles (2 en or, 1 en argent, 5 en bronze), se situant à la 8e place des nations au tableau des médailles.
Le porte-drapeau de la délégation française était  le patineur Philippe Candeloro.

## Bilan général
| Place | Sport               | Médaille d'or, Jeux olympiques | Médaille d'argent, Jeux olympiques | Médaille de bronze, Jeux olympiques | Total |
| ----- | ------------------- | ------------------------------ | ---------------------------------- | ----------------------------------- | ----- |
| 1     | Ski alpin           | 1                              | 0                                  | 1                                   | 2     |
| 2     | Snowboard           | 1                              | 0                                  | 0                                   | 1     |
| 3     | Ski acrobatique     | 0                              | 1                                  | 0                                   | 1     |
| 4     | Patinage artistique | 0                              | 0                                  | 2                                   | 2     |
| 5     | Bobsleigh           | 0                              | 0                                  | 1                                   | 1     |
| 5     | Combiné nordique    | 0                              | 0                                  | 1                                   | 1     |
| Total | Total               | 2                              | 1                                  | 5                                   | 8     |

## Liste des médaillés français

### Médailles d'or
| Sport              | Discipline            | Sportifs         | Performance |
| Médailles d'or : 2 |                       |                  |             |
| Ski alpin          | Descente (H)          | Jean-Luc Crétier |             |
| Snowboard          | Surf Slalom Géant (F) | Karine Ruby      |             |

### Médailles d'argent
| Sport                  | Discipline          | Sportifs          | Performance |
| Médailles d'argent : 1 |                     |                   |             |
| Ski acrobatique        | Saut artistique (H) | Sébastien Foucras |             |

### Médailles de bronze
| Sport                   | Discipline             | Sportifs                                                   | Performance |
| Médailles de bronze : 5 |                        |                                                            |             |
| Bobsleigh               | Bob à 4 (H)            | Max Robert Éric le Chanony Emmanuel Hostache Bruno Mingeon |             |
| Combiné nordique        | Epreuve par équipe (H) | Fabrice Guy Ludovic Roux Nicolas Bal Sylvain Guillaume     |             |
| Patinage artistique     | Danse                  | Marina Anissina Gwendal Peizerat                           |             |
| Patinage artistique     | Hommes                 | Philippe Candeloro                                         |             |
| Ski alpin               | Descente (D)           | Florence Masnada                                           |             |

## Engagés français par sport

### Hockey sur glace
- François Gravel
- Cristobal Huet
- Fabrice Lhenry
- Serge Poudrier
- Denis Perez
- Jean-Philippe Lemoine
- Serge Djelloul
- Karl Dewolf
- Jean-Christophe Filippin
- Grégory Dubois
- Philippe Bozon
- Christian Pouget
- Stéphane Barin
- Robert Ouellet
- Jonathan Zwikel
- Anthony Mortas
- Arnaud Briand
- Richard Aimonetto
- Pierre Allard
- Maurice Rozenthal
- François Rozenthal
- Laurent Gras
- Roger Dubé
- Entraîneur : Jimmy Tibbets

### Snowboard
Hommes
Femmes
- Karine Ruby, médaillée d'or en slalom géant
- Charlotte Bernard, 16e en slalom géant
- Nathalie Desmares, 17e en slalom géant
- Isabelle Blanc, participant au slalom géant
- Doriane Vidal, 12e en half-pipe